# Navaleno
Navaleno est une localité et une commune d'Espagne, située au nord-est de la province de Soria, dans la communauté autonome de Castille-et-León. Navaleno fait partie du regroupement de communes de Pinares.
D'un point de vue hiérarchique de l'Église catholique, Navaleno fait partie du diocèse d'Osma qui fait lui-même partie de l'archidiocèse de Burgos. 

## Géographie
La commune est située dans la zone de Pinares, à 1117 mètres d'altitude, entre la chaîne de montagnes de Urbión et de Resomo au nord, la chaîne de montagne de Nafria au sud et Cabrejas à l'est. 